# برايان كاسترو
برايان كاسترو (بالإنجليزية: Brian Castro)‏‏ (16 يناير 1950 في هونغ كونغ - ) كاتب، وروائي من أستراليا.

## روابط خارجية
- برايان كاسترو على موقع إن إن دي بي (الإنجليزية)